# 卡爾卡斯卡縣 (密歇根州)
卡爾卡斯卡县（英語：Kalkaska County）是美國密西根州下半島西北部的一個縣。面積1,478平方公里。根據美國2000年人口普查，共有人口16,571人。縣治卡爾卡斯卡 （Kalkaska）。
成立於1840年4月1日，原名Wabassee縣，1843年3月8日改名為Kalcasca縣。1871年1月27日改名並成立縣政府。縣名可能是契帕瓦語「燒過的地方」，或是劉易斯·卡斯和亨利·斯庫克拉夫特名字的一部份組成。。